# Xestobium rufovillosum
Xestobium rufovillosum De Geer, 1774 è un coleottero appartenente alla sottofamiglia degli anobiini; noto anche con il nome di 'orologio della morte', per il fatto che il suo richiamo sessuale consiste nello sbattere il capo contro il legno generando un lieve ma udibile tonfo con cadenza regolare.
Le dimensioni variano dai 5 ai 7 mm.
Si nutre di legni duri come quercia, castagno, frassino e faggio; raramente su conifere.
Animale infestante, può deporre da 40 fino a 200 uova; solitamente non sfarfalla.